# 崔彧 (南北朝)
崔彧（?—?），字文若，清河郡东武城县（今河北省衡水市故城县）人，南北朝时期北魏针灸家，崔逞曾孙，崔祎之孙。
崔彧父崔勋之，字宁国，官至大司马外兵郎，赠通直郎。他与其兄崔相如都是自南朝投奔北魏。崔相如以才学知名，早亡。
崔彧年轻时曾到青州，遇到一个隐居的僧人，这位僧人教他医学，精研《素问》九卷、《灵枢》、《甲乙经》等中医古典医籍，于是精通医术。中山王元英子元略得病，名医王显等人不能治疗，崔彧为他针灸，抽外即愈。崔彧官至冀州别驾、宁远将军。性情仁恕，见疾苦，好与治病。广教门生，令他们救治医疗。他的弟子清河赵约、勃海郝文法都有名气。
崔彧子崔景哲，性情豪率，也以医术知名。官至太中大夫、司徒长史。

## 延伸阅读
[在维基数据编辑]
 《魏書/卷91》，出自魏收《魏书》